# Oligia vulnerata
Oligia vulnerata là một loài bướm đêm trong họ Noctuidae.